# Dioclea leiantha
Dioclea leiantha är en ärtväxtart som först beskrevs av George Bentham, och fick sitt nu gällande namn av James Francis Macbride. Dioclea leiantha ingår i släktet Dioclea och familjen ärtväxter. Inga underarter finns listade i Catalogue of Life.